# Свобода (Пермский край)
Свобода — деревня в Еловском районе Пермского края России. Входит в Малоусинское сельское поселение.

## Географическое положение
Деревня расположена на расстоянии примерно 32 километра по прямой на юг-юго-восток от села Елово.

## История
Основана как выселок в 1924 году.
С 2006 года входит в состав Малоусинского сельского поселения.

## Климат
Климат континентальный. Зима с ноября по март холодная. Устойчивый снежный покров образуется в середине ноября, высота его в марте 50—70 см. Среднемесячная температура января −15…−16 °C. Весна с апреля по май прохладная, погода неустойчивая. Снежный покров сходит полностью в середине-конце апреля. Ночные заморозки возможны до начала июня. Лето тёплое, среднемесячная температура июля 18—19 °C. Осень (сентябрь-октябрь) прохладная, пасмурная.

## Население
| 2010 |
| ---- |
| 14   |

### Национальный состав
Согласно результатам переписи 2002 года, в национальной структуре населения русские составляли 92 % из 25 человек.

## Инфраструктура
Личное подсобное хозяйство.

## Транспорт
Проходит автодорога. Остановка общественного транспорта «Свобода».